# Dichtheidsparameter
De dichtheidsparameter Ω is in de kosmologie gedefinieerd als de verhouding tussen de werkelijke dichtheid ρ van het heelal en de kritieke dichtheid ρ0 van een vlak heelal.
Vanuit de Friedmannvergelijking kunnen we uitrekenen dat ρ0, als functie van de hubbleconstante H gegeven wordt door:
{\displaystyle \rho _{0}={\frac {3H^{2}}{8\pi G}}}
Anders dan in de Friedmannmodellen is het kosmologisch principe in het werkelijke heelal niet perfect. Daarom moeten we niet de lokale dichtheid maar de gemiddelde dichtheid van het heelal (over een voldoende groot volume) voor ρ gebruiken.
Hoewel de dichtheidsparameter net als de hubbleconstante in de tijd wijzigt, zal de dichtheidsparameter als deze eenmaal groter of kleiner dan 1 is, ook groter respectievelijk kleiner blijven. Een waarde groter dan 1 geeft aan dat het heelal gesloten is, een kleinere waarde dat het heelal open is. Een waarde van precies 1 geeft een vlak heelal aan.
De waarde van Ω is een van de belangrijke waarden die in de kosmologie getracht worden te vinden. De inflatietheorie voorspelt dat de waarde niet merkbaar af zal wijken van 1. Aanvankelijk leek er onvoldoende materie te zijn om de dichtheidsparameter gelijk aan 1 te maken - een waarde van Ω rond 0.2-0.3 leek meer waarschijnlijk. De situatie is echter sinds 1998 gewijzigd. Toen werd vastgesteld dat de expansie van het heelal niet af- maar toeneemt (zie versnelde uitdijing van het heelal), waaruit volgt dat er een kosmologische constante moet zijn. Een dergelijke kosmologische constante levert ook een bijdrage aan de dichtheid, waardoor het mogelijk is dat Ω gelijk is aan 1 hoewel de hoeveelheid massa in het heelal minder is. Een schatting die tegenwoordig veel wordt toegepast is dat de dichtheid en de dichtheidsparameter op de volgende wijze is samengesteld:
- Zichtbare materie geeft een bijdrage aan Ω van 0.05
- Donkere materie geeft een bijdrage van 0.25
- Donkere energie, in de vorm van een kosmologische constante of vergelijkbaar, geeft een bijdrage van 0.7
- Straling geeft een zeer kleine bijdrage

De symbolen ΩM en ΩΛ worden gebruikt om de bijdrage aan Ω door respectievelijk materie en de kosmologische constante weer te geven.